# 广序臭草
小野臭草（学名：Melica onoei），又名广序臭草，为禾本科臭草属下的一个种。这是一种多年生植物，具有细长的根茎。它的秆长75—110（30—43英寸）。该物种的叶鞘呈管状且光滑。它的纤毛膜长0.5—1（0.020—0.039英寸）且截短。它们还有扁平的叶片，长20—35（0.79—1.38英寸）宽3.5—11（0.14—0.43英寸），表面粗糙且有硬毛。叶鞘和叶片都有无毛表面。

## 扩展阅读
- 維基物種上的相關：小野臭草

1. ↑  W.D. Clayton; M. Vorontsova; K.T. Harman; H. Williamson. . The Board of Trustees, Royal Botanic Gardens. Kew: GrassBase. November 12, 2012  [June 20, 2013].